# Благой Георгиев (футболист)
Благой Жорев Георгиев е бивш български футболист, полузащитник.

## Биография
Роден е на 21 декември 1981 година в София. Започва футболната си кариера в отбора на „Славия“, където играе до 2004 година, и е негов дългогодишен капитан. С този отбор до август 2004 година изиграва 168 мача в А група и вкарва 45 гола. В 2005 година преминава под наем в испанския „Депортиво Алавес“, а след това в сръбския гранд „Цървена звезда“, където за 32 мача вкарва 2 гола. От лятото на 2007 година е играч на „Дуисбург“, отбор от германската Първа Бундеслига, след това той подписва с родния „Славия“. На 5 януари 2009 година става играч на руския „Терек Грозни“, където е капитан.
На 19 декември 2012 година подписва тригодишен договор с руския отбор на „Амкар Перм“.

## Национален отбор
Играе също в младежкия национален отбор по футбол, където има 16 участия и 11 голови попадения. В националния отбор е изиграл 50 мача. На 10 октомври 2011 година Благой Георгиев оповестява, че напуска националния отбор.

## Телевизионни изяви
През 2023 печели риалити предаването Survivor България.

## Личен живот
Благой Георгиев изгражда параклис в Суходол и втори в Горна баня, който е осветен през декември 2009 година.
На 27 юни 2013 година му се ражда и второ дете, момченце от бившата гимнастичка Христина.
От 2015 година до 2018 година е женен за рускинята Есмер Омерова. От нея има син Елай, роден в 2016 година. След развода си с Есмер, започва да излиза с плеймейтката Златка Райкова. През септември 2019 година от нея има дете – Благой.
През 2022 г. се жени за Полина Спасова, но бракът им трае едва година.